# Macroteleia
Macroteleia is een geslacht van vliesvleugelige insecten van de familie Scelionidae.

## Soorten
- M. atrata Kozlov & Kononova, 1987
- M. bicolora Kieffer, 1908
- M. brevigaster Masner, 1976
- M. eremicola Priesner, 1951
- M. graeffei Kieffer, 1908
- M. hungarica Szabó, 1966
- M. minor Kozlov & Kononova, 1987
- M. nitida Kieffer, 1914
- M. pannonica Szabó, 1966
- M. pustacola Szabó, 1966
- M. rufa Szelenyi, 1938
- M. variegata Kozlov & Kononova, 1987